# Rolls-Royce Phantom IV
Pour les articles homonymes, voir Rolls-Royce Phantom.
La Phantom IV est le modèle le plus exclusif de Rolls-Royce jamais construit. Seulement 18 exemplaires ont été réalisés entre 1950 et 1956, exclusivement pour des membres de famille royale britannique et des chefs d'État. Seize des dix-huit exemplaires existent toujours.

## Caractéristiques
En créant la Phantom IV, Rolls-Royce reprend la série des Phantoms. Le châssis a été développé à partir de celui de la Silver Wraith, renforcé et considérablement rallongé, respectivement de 145 cm pour l'empattement et de 229 cm de longueur.
C'est la seule Rolls Royce munie d'un moteur à 8 cylindres en ligne, ce qui lui permet de rouler sur de longues distances à une vitesse très faible, une caractéristique importante pour les voitures de cérémonie. Tous les exemplaires de ce modèle unique ont été carrossés par des carrossiers indépendants.

## Historique
En 1949, Rolls-Royce reçoit une commande du prince Philip, duc d'Édimbourg pour une limousine. Le constructeur accepte, conscient que Daimler dispose d'un mandat royal depuis 1900. Les administrateurs de la marque avaient déjà envisagé de remplacer la Phantom III, mais ils se méfiaient du fait qu'une telle voiture, grande et coûteuse, pourrait ne pas bénéficier d'un marché suffisant, vu la faiblesse de l'économie d'après-guerre. 
Lorsque la voiture est achevée en juillet 1950, elle est présentée en indiquant que la Phantom IV a été « conçue à la commande spéciale de Leurs Altesses Royales, la princesse Élisabeth et le duc d’Édimbourg » . Comme la voiture est à l'origine un bien privé et non une voiture officielle de l'État, elle est peinte en vert Valentine. La limousine devient une voiture officielle de l'État à la suite de l'accession de la princesse Élisabeth au trône britannique en 1952 : en tant que telle, elle est repeinte en bordeaux et noir. La voiture a été utilisée au mariage de Catherine Middleton et du prince William, duc de Cambridge, pour mener le prince Charles et Camilla, duchesse de Cornouailles, de Clarence House à l'abbaye de Westminster.
Cette première Phantom IV fut le premier de deux modèles que la princesse Élisabeth a possédé : en 1954, un modèle similaire est entré dans la flotte royale. Ces deux Rolls-Royce sont restées les véhicules officiels de la famille royale britannique jusqu'à la livraison de deux Bentley personnalisées offertes par cette entreprise en 2002. Cependant, la Phantom IV est parfois utilisée pour des occasions spéciales.

## Liste des 18 unités

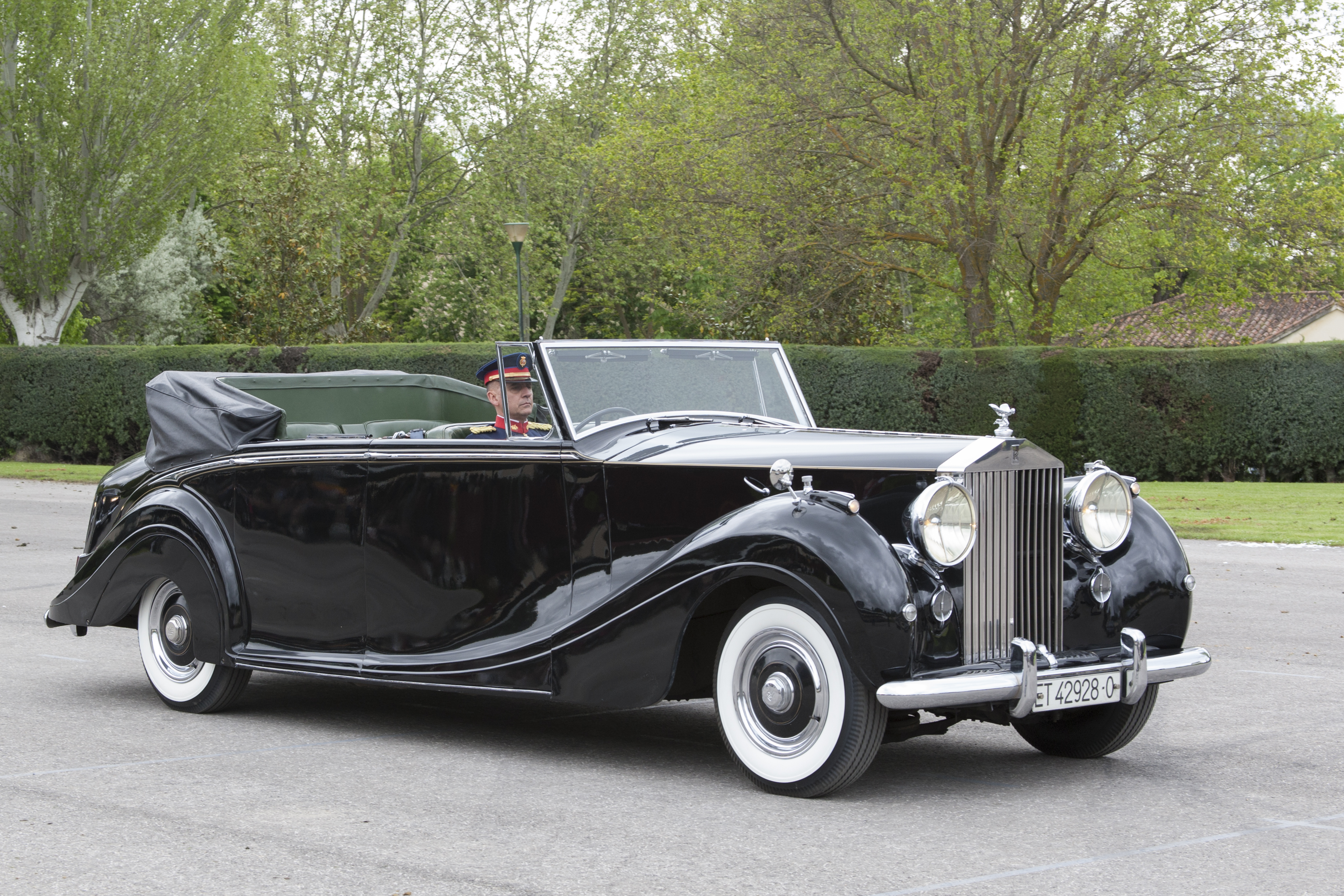
Rolls-Royce Phantom IV utilisée comme voiture d'état-major pour le roi d'Espagne (chef des forces armées espagnoles) lors du défilé militaire du 12 octobre, jour de la fête nationale espagnole

Parmi les propriétaires on peut citer la sœur de la reine Élisabeth, la princesse Margaret, comtesse de Snowdon, et le chef d'État espagnol, le général Francisco Franco, qui a commandé trois Phantom IV (deux limousines et un cabriolet) qui sont encore en service et désormais propriété du roi Felipe VI d'Espagne.
| Châssis | Propriétaire                                                                  | Carrossier     | Type de carrosserie        | Couleur                                                      | Date               | Divers                                  |
| ------- | ----------------------------------------------------------------------------- | -------------- | -------------------------- | ------------------------------------------------------------ | ------------------ | --------------------------------------- |
| 4AF2    | Princesse Élisabeth, duchesse d'Édimbourg                                     | H. J. Mulliner | Limousine 7-places         | D'abord verte avec un filet rouge ; repeinte en noir en 1952 | 6 juillet 1950     | Encore utilisée                         |
| 4AF4    | Rolls-Royce                                                                   | Park Ward      | Pick-up                    | ~                                                            | 1er octobre 1950   | Utilisée par l'usine ; détruite en 1963 |
| 4AF6    | Mohammad Reza Pahlavi, Chah d'Iran                                            | H. J. Mulliner | Cabriolet                  | Bleu argent                                                  | 3 décembre 1951    |                                         |
| 4AF8    | Abdullah III du Koweït                                                        | H. J. Mulliner | Limousine                  | Beige et bleu nuit royal                                     | Juillet 1951       |                                         |
| 4AF10   | Prince Henry, duc de Gloucester                                               | Hooper         | Limousine                  | Noire                                                        | 1er septembre 1951 |                                         |
| 4AF12   | Ernest Hives, président de Rolls-Royce Limited, puis Marina, duchesse de Kent | Hooper         | Limousine 7-places         | Bleue, repeinte en noir                                      | 1er juillet 1951   |                                         |
| 4AF14   | Général Francisco Franco                                                      | H. J. Mulliner | Limousine 5 places         | Noire                                                        | 13 juin 1952       |                                         |
| 4AF16   | Général Francisco Franco                                                      | H.J. Mulliner  | Limousine 7 places         | Noire                                                        | 4 juillet 1952     |                                         |
| 4AF18   | Général Francisco Franco                                                      | H. J. Mulliner | Cabriolet                  | Noire                                                        | 28 mars 1952       | Encore utilisée par Felipe VI d'Espagne |
| 4AF20   | Aga Khan III                                                                  | Hooper         | Limousine de ville         | Vert foncé ; repeinte en rouge                               | Mai 1952           |                                         |
| 4AF22   | Talal ben Abdelaziz Al Saoud                                                  | Franay         | Cabriolet                  | Verte ; repeinte en noir                                     | Juin 1952          |                                         |
| 4BP1    | Fayçal II d'Irak                                                              | Hooper         | Limousine                  | Noire                                                        | 26 mars 1953       |                                         |
| 4BP3    | Abd al-Ilah, prince-régent d'Irak                                             | Hooper         | Touring limousine 7 places | Noire                                                        | 26 mars 1953       |                                         |
| 4BP5    | Élisabeth II                                                                  | Hooper         | Landaulet                  | Noire                                                        | 1er mai 1954       | Encore utilisée                         |
| 4BP7    | Princesse Margaret, comtesse de Snowdon                                       | H. J. Mulliner | Limousine 7 places         | Noire                                                        | 16 juillet 1954    |                                         |
| 4CS2    | Abdullah III du Koweït                                                        | H. J. Mulliner | Limousine 6 places         | Verte                                                        | 1er février 1955   |                                         |
| 4CS4    | Abdullah III du Koweït                                                        | H. J. Mulliner | Limousine                  | Argent                                                       | Août 1955          |                                         |
| 4CS6    | Mohammad Reza Pahlavi, Chah d'Iran                                            | Hooper         | Limousine                  | Noire puis repeinte en bordeaux                              | Octobre 1956       |                                         |